# Kurve
En kurve er et begreb inde for geometrien. Kurver er linjer som ikke er rette. Kurver kan være åbne eller lukkede. Længden af en kurve kan findes ved hjælp af kurvelængde-formelen.

## Kurver
- Cirkel
- Ellipse
- Ellipsoide
- Hyperbel
- Parabel
- Spiral
- Katen

- Wikimedia Commons har flere filer relateret til Kurve

| Dodekaeder | Spire Denne artikel om geometri er en spire som bør udbygges. Du er velkommen til at hjælpe Wikipedia ved at udvide den. |